# فيلانوفا مونتيليوني
فيلانوفا مونتيليوني، (بالإنجليزية: Villanova Monteleone)‏، (سردينيا: Biddanòa)، هي بلدية في مقاطعة ساساري, في إقليم سردينيا الإيطالي، وتقع على بعد حوالي 150 كم (93 ميل) شمال غرب كالياري، وحوالي 25 كم (16 ميل) جنوب غرب ساساري. اعتبارا من 31 ديسمبر 2004، كان عدد سكانها 2528 وتبلغ مساحتها 202.2 كيلومتر مربع (78.1 ميل مربع). 

## السكان
في سنة 1861 بلغ عدد السكان 3٬985 نسمة، وتطور العدد ليصل في سنة 2011 لـ 2٬375 نسمة.
يظهر هذا المخطط البياني تطور النمو السكاني لـ فيلانوفا مونتيليوني